# HD 47827
'HD 47827，又名CD-23 4172，SAO 172102，'HR 2455，HIP-31589。是一颗恒星，视星等为6.05，位于銀經233.11，銀緯-13.02，其B1900.0坐标为赤經6h 35m 26.6s，赤緯-23° -13.02′ 17″。距地球631.5ly,188.1pc